# 나와 아내의 1778가지 이야기
나와 아내의 1778가지 이야기(僕と妻の1778の物語, 1,778 Stories Of Me And My Wife)는 일본에서 제작된 호시 마모루 감독의 2011년 드라마 영화이다. 키치세 미치코 등이 주연으로 출연하였다.

## 출연

### 주연
- 키치세 미치코
- 쿠사나기 츠요시
- 오스기 렌
- 다케우치 유코
- 타니하라 쇼스케